# 夏洛滕堡宫
夏洛滕堡宫（德語：Schloss Charlottenburg）是德国柏林现存最大的宫殿。它座落于夏洛滕堡-维尔默斯多夫区下辖的夏洛滕堡区。

## 历史

夏洛滕堡宫（背面）

夏洛滕堡宫最初名为“利岑堡”（Lietzenburg），为意大利巴洛克式风格，由勃兰登堡选帝侯腓特烈一世的妻子索菲·夏洛特委托建筑师阿诺德·内林（Arnold Nering）设计。1701年，腓特烈一世加冕为普鲁士国王，称腓特烈一世，夏洛特成为他的王后。这个最初作为柏林郊外的夏天休息地，由建筑师埃奥桑德·冯·格特（Eosander von Göthe）扩建为雄伟的建筑。夏洛特在1705年去世后，腓特烈一世为了纪念她，将这座宫殿和附属产业命名为“夏洛滕堡”（Charlottenburg，意为“夏洛特的城堡”）。从1709年到1712年进行了进一步扩建，这一时期出现了有特色的转塔和橘园。
夏洛滕堡宫内部曾被描述为“世界第八大奇迹” — 琥珀室这个房间的墙壁装饰着琥珀。这个房间在安德烈亚斯·施吕特（Andreas Schlüter）的监督下完成。
1713年腓特烈一世去世后，腓特烈·威廉一世继位，夏洛滕堡宫进入了一个新的时期。1716年，他将琥珀室作为礼物赠送给沙皇彼得大帝。然而，他在1740年去世后，新国王腓特烈二世允许格奥尔格·克诺贝尔斯多夫（Georg Wenzeslaus von Knobelsdorff）扩建夏洛滕堡的东翼。随后，腓特烈二世对夏洛滕堡宫的兴趣转向了波茨坦的无忧宫（完成于1747年）。
夏洛滕堡宫最终完成于腓特烈·威廉二世时期，完成了西部宫廷剧院和卡尔·戈特哈德·朗汉斯（Carl Gotthard Langhans）的小橘园。

## 花园

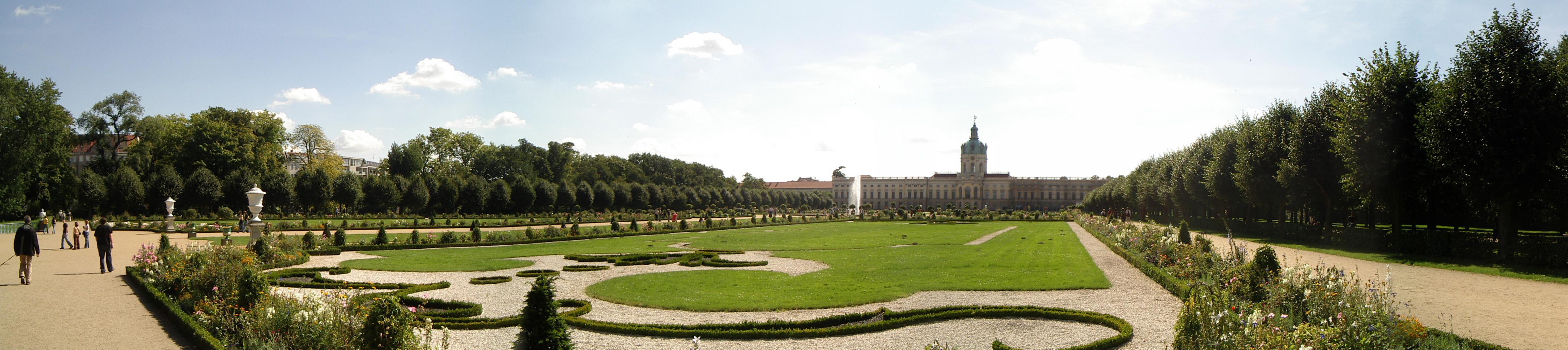
花园

17世纪末，其花园为法国风格，18世纪末，部分花坛改成英式园林。花园内设有1788年卡尔·戈特哈德·朗汉斯的宫廷茶馆，1824年至1825年那不勒斯别墅式的新馆，和1810年建造的路易丝王后的陵墓。

## 现代用途
在第二次世界大战中，夏洛滕堡宫受损严重。1945年以后重建，改为一座博物馆（或用作观光用途）。过去的剧院是史前和早期历史博物馆，小橘园用作餐厅。
其花园是一个大型娱乐公园，服务于附近人烟稀少的夏洛滕堡老城。不过，有计划建立一个门票的公园。
从2004年到2006年初，当贝勒维宫装修期间，夏洛滕堡宫用作德国总统府。 